# Silnice I/27
Die Silnice I/27 (tschechisch für: „Straße I. Klasse 27“) ist eine tschechische Staatsstraße (Straße I. Klasse).

## Verlauf

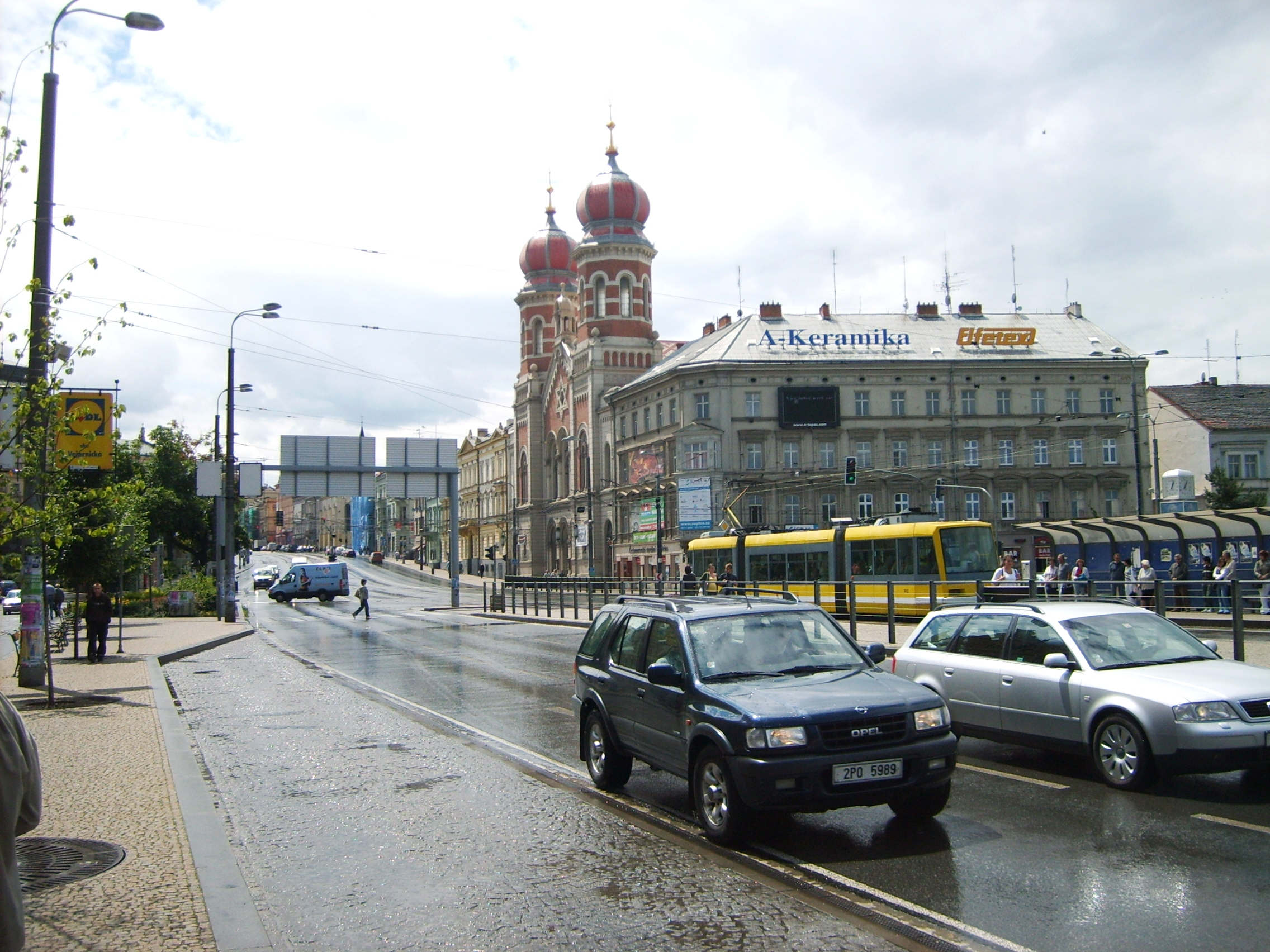
Die Straße im Zentrum von Pilsen

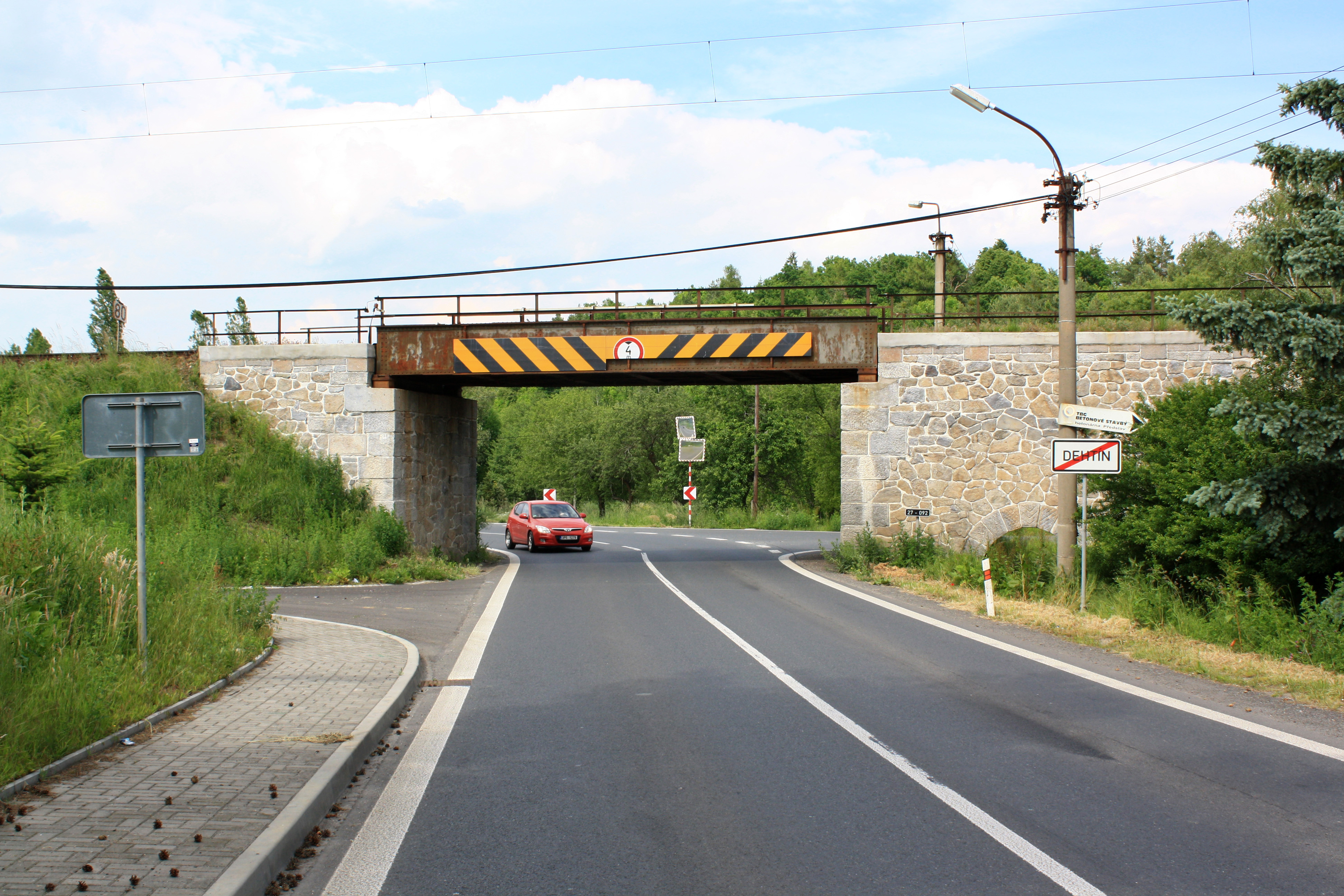
Unterführung unter der Eisenbahn in Dehtín nördlich von Klatovy

Die Straße zweigt in Dubí (Eichwald) 4 Kilometer nördlich von Teplice (Teplitz) von der Silnice I/8 ab und verläuft von dort nach Südwesten über Osek (Ossegg) und Litvínov (Leutensdorf) nach Most (Brüx), hier auf einem 5 Kilometer langen Abschnitt mit der vierspurig ausgebauten Silnice I/13 (Europastraße 442), weiter nach Süden, dabei quert sie die Autobahn Dálnice 7 bei der Anschlussstelle (exit) 66, verläuft nach Žatec (Saaz) und von dort, die Stadt Podbořany (Podersam) in einigem Abstand umgehend, zur Silnice I/6, die bei Petrohrad (Petersburg) gekreuzt wird. Die Fortsetzung der Straße durchzieht die Städte Kralovice (Kralowitz), Plasy (Plaß) und Třemošná, bis sie die Stadt Pilsen (Plzeň) erreicht. Hier kreuzt sie die Silnice I/20 und die Silnice I/16. Von Pilsen nach Süden bildet sie zugleich einen Teil der Europastraße 53. Sie quert die Autobahn Dálnice 5 (Europastraße 50) bei der Anschlussstelle (exit) 81, führt über Přeštice (Prestitz) und Švihov u Klatov (Schwihau) nach Klatovy (Klattau), wo sie die Silnice I/22 kreuzt, und weiter durch den Böhmerwald nach Železná Ruda (Markt Eisenstein) sowie zur tschechisch-deutschen Grenze vor Bayerisch Eisenstein. Die Fortsetzung auf deutscher Seite bildet die Bundesstraße 11 nach Deggendorf und von dort weiter als  Autobahn 92 nach München, welche die hier teilweise zur Staatsstraße abgestufte, parallel verlaufende B11 für den Fernverkehr ersetzte.
Die Länge der Straße beträgt rund 213 Kilometer.

## Geschichte
Von 1940 bis 1945 bildete die Straße von der bayerischen Grenze bis Podbořany (Podersam) einen Teil der Reichsstraße 11 und in ihrem nördlichen Teil die Reichsstraße 352. 